# Írjatok
Írjatok! – illegális kommunista szépirodalmi lap Kolozsvárt, három száma jelent meg 1933. szeptember 1. és 1934. március között.

## Szerkesztői, munkatársai, tartalma
Szerkesztette Nagy István és Józsa Béla, kiadta "az erdélyi proletár sajtóbarátok köre". A lap célját Nagy István Válasz egyeseknek című vitacikkében így fogalmazza meg: a proletárírók kötelessége, hogy "a dolgozó tömegek kínját és nyomorát és forradalmi harcát tárják elénk, egyszerű, a tömegek által érthető szavakkal és formában, megmutatva a kizsákmányolt és elnyomott tömegeknek azt az utat, amelyen haladniok kell, hogy lerázhassák a kapitalista igát". A lapot Józsa Béla illusztrálta, novellákkal Gyújtó Péter álnéven Nagy István, egész számot betöltő, hosszú verssel, név nélkül Veress Pál szerepelt. A 2. szám „A grivicai harcok és áldozatainak emlékére, írjatok!” címváltozattal jelent meg, a bukaresti vasutas-megmozdulás „forradalmi útját” hirdetve. Itt jelent meg először Józsa Béla Kolozsvár februárja c. verse.